# ذى مناحب (الشعر)

تعديل مصدري - تعديل

ذى مناحب هي إحدى قرى عزلة القابل الأعلى بمديرية الشعر التابعة لمحافظة إب، بلغ تعداد سكانها 390 نسمة حسب تعداد اليمن لعام 2004.